# Марі-Посенур
Марі́-Посену́р (рос. Мари-Посенур, марій. Чоманэҥер) — присілок у складі Марі-Турецького району Марій Ел, Росія. Входить до складу Карлиганського сільського поселення.

## Населення
Населення — 127 осіб (2010; 122 у 2002).
Національний склад (станом на 2002 рік):
- марійці — 99 %